# Райли, Джон Патрик
Джон «Джек» Патрик Райли младший (англ. John "Jack" Patrick Riley Jr.; 15 июня 1920, Бостон — 3 февраля 2016, Сандуич) — американский хоккеист и тренер по хоккею с шайбой. Как хоккеист выступал на позиции левого нападающего, играл на любительском уровне, участник Олимпийских игр в Санкт-Морице и чемпионата мира в Швеции. Как тренер в течение многих лет возглавлял команду кадетов Военной академии США, занимал должность главного тренера американской национальной сборной, которую в 1960 году привёл к победе на Олимпийских играх в Скво-Вэлли.

## Биография
Родился в Бостоне, штат Массачусетс, детство провёл в городке Медфорд. Серьёзно играть в хоккей начал ещё в школьные годы во время обучения в Таборской академии, которую окончил в 1939 году. Затем поступил в Дартмутский колледж, присоединился к коллежской хоккейной команде, принимал участие во многих студенческих соревнованиях. Во время Второй мировой войны в период 1942—1946 годов проходил службу в армии, был лётчиком ВМС США, где так же продолжал тренироваться и участвовать в хоккейных матчах. Потом вернулся в Дартмут и провёл на университетском уровне ещё один сезон.
В 1947 году вошёл в основной состав американской национальной сборной и благодаря череде удачных выступлений удостоился права защищать честь страны на зимних Олимпийских играх 1948 года в Санкт-Морице. Американцы сумели выиграть пять матчей из восьми и заняли в итоговой таблице четвёртое место, однако позже были дисквалифицированы из-за присутствия в их составе профессиональных игроков. Райли продолжил выступать за сборную и в 1949 году в качестве играющего тренера побывал на чемпионате мира в Швеции, откуда привёз награду бронзового достоинства — первые две позиции американцы уступили командам Чехословакии и Канады.
После окончания мирового первенства провёл один сезон в команде «Бостон Олимпикс», фарм-клубе «Бостон Брюинз», затем принял решение завершить спортивную карьеру и полностью посвятил себя тренерской работе. В 1950 году он начал тренировать кадетов Военной академии США и впоследствии оставался здесь в течение 35 лет вплоть до выхода на пенсию в 1986 году, выиграв с ними более пятисот игр. За это время он дважды удостаивался награды Спенсер Пенроуз Авард (1957, 1960) как лучший тренер Национальной ассоциации студенческого спорта. Участвовал в организации тренировочных лагерей в Вустере, куда в качестве наставников приезжали именитые игроки НХЛ. На посту главного тренера армейской команды его сменили сыновья Роб и Брайан Райли.
Также в период 1959—1960 годов возглавлял национальную сборную США по хоккею с шайбой и привёл её к победе на домашних Олимпийских играх в Скво-Вэлли — в финальном групповом этапе американские хоккеисты под его руководством выиграли у всех своих соперников, в том числе у Канады и СССР, и заняли тем самым первое место.
Райли введён в Зал славы хоккея США (1979), Зал славы ИИХФ (1998). Дважды удостаивался Приза Лестера Патрика, первый раз в 1986 году как выдающийся тренер в области студенческого хоккея, второй раз в 2002 году как член олимпийской сборной США, выигравший хоккейный турнир в Скво-Вэлли.
Последние годы провёл в городке Сандуич в Массачусетсе.